# Sipeț, Kărdjali
Sipeț (în bulgară Сипец) este un sat în comuna Djebel, regiunea Kărdjali,  Bulgaria. 

## Demografie
Componența etnică a satului Sipeț
     Turci (95,65%)
     Nicio identificare (4,34%)
     Altele (0%)
La recensământul din 2011, populația satului Sipeț era de 69 locuitori. Din punct de vedere etnic, majoritatea locuitorilor (95,65%) erau turci. Pentru 4,34% din locuitori nu este cunoscută apartenența etnică.